# Bazarivka, Ovruci
Bazarivka (în ucraineană Базарівка) este un sat în comuna Hoșiv din raionul Ovruci, regiunea Jîtomîr, Ucraina.

## Demografie
Componența lingvistică a localității Bazarivka
     Ucraineană (100%)
Conform recensământului din 2001, toată populația localității Bazarivka era vorbitoare de ucraineană (100%).